# Gennaro Pascarella
Gennaro Pascarella (Cervino, província de Caserta, 28 de março de 1948) é um clérigo italiano e bispo católico romano de Pozzuoli e Ischia.
Gennaro Pascarella foi ordenado sacerdote pela Diocese de Acerra em 14 de setembro de 1974.
O Papa João Paulo II o nomeou Bispo de Ariano Irpino-Lacedonia em 14 de novembro de 1998. O bispo de Acerra, Antonio Riboldi IC, concedeu sua consagração episcopal em 9 de janeiro do ano seguinte; Co-consagradores foram Serafino Sprovieri, Arcebispo de Benevento, e Eduardo Davino, Bispo de Palestrina.
Em 10 de janeiro de 2004, o Papa o nomeou Bispo Coadjutor de Pozzuoli. Com a aposentadoria de Silvio Padoin, sucedeu-o em 2 de setembro de 2005 como Bispo de Pozzuoli.
Em 22 de maio de 2021, o Papa Francisco o nomeou Bispo de Ischia com a unificação simultânea das dioceses de Pozzuoli e Ischia in persona episcopi. A inauguração na diocese de Ischia ocorreu em 19 de junho do mesmo ano.